# Salve Regina a 8 veus amb ecos
Salve Regina a 8 veus amb ecos del compositor montserratí Joan Cererols. L'obra està formada per dos cors i baix continu, un cor és de solistes i l'altre del tutti.

## Context
L'obra de Joan Cererols (1618-1680) no ha estat encara del tot descoberta. Durant la guerra de Napoleó el santuari benedictí quedà totalment destruït (1811), l'arxiu musical de Montserrat va desaparèixer i les obres del mestre com de tants altres mestres van desaparèixer. Actualment la seva obra completa ha estat editada per David Pujol, i publicada per l'Abadia de Montserrat en una edició de cinc volums. Cal saber que no es conserven els manuscrits originals, no obstant això, gràcies a la gran quantitat de deixebles que va instruir feren possible la conservació de moltes de les seves obres, copiades entre els segles XVII i XIX. Fou autor d'una notable producció de música religiosa polifònica dins del Barroc hispànic. La majoria de les seves obres són en llatí, també té 35 “villancicos” en castellà amb l'estructura “estribillo/copla”
Estudià al Monestir Montserratí de Madrid, allí va completar els seus estudis, i també s'explica la influència dels polifonistes espanyols en les seves obres, particularment de Tomás Luis de Victoria. El seu mestratge durà durant més de trenta anys fins que morí que el 1680. Escrigué diversos llibres amb finalitats docents.

## La música
El mot "policoralitat" (més d'un cor) sembla que impliqui un sol concepte: el de la qualitat sonora del timbre o combinació de colors vocals. Però en realitat és un terme que ens invita a sortir de les limitacions conceptuals i ens empeny a entrar a l'univers de l'estètica barroca. La contraposició de masses corals, més nombroses amb menys nombroses, de timbres masculins amb timbres de veus blanques, d'orgue i cor..... obeeix perfectament al principis estètics més importants de l'art barroc : exuberància i contrast.
L'obra està dividida en dos cors de quatre veus cada un, dues veus de veus blanques i dues d'homes respectivament. En aquella època hi havia una gran quantitat de monjos músics al monestir, és per aquest motiu que hi ha tantes veus d'homes. El baix continu és el fonament de tota l'obra i no s'atura mai, molt probablement el tocava un baixó. El segon cor (és el tutti) és tota la massa coral, el primer cor és de solistes, són l'eco del segon cor. Per tant, podem escoltar el tutti i l'eco de lluny, es crea un efecte increïble.

## La lletra
Salve, Regina, Mater misericordiae,

vita dulcedo, et spes nostra, salve.

Ad te clamamus, exsules filii Hevae,

ad te suspiramus, gementes et flentes,

in hac lacrimarum valle.

Eia, ergo, advocata nostra,

illos tuos misericordes oculos ad nos converte;

et Iesum, benedictum fructum ventris tui,

nobis post hoc exilium ostende.

O clemens, O pia, O dulcis Virgo Maria.
Salve Reina i Mare de Misericòrdia

vida nostra, la nostra dolcesa i esperança.

A tu plorem pobres exiliats fills d'Eva;

Cap a tu sospirem, gemegant i plorant

en aquesta vall de llàgrimes.

Girat cap a nosaltres, graciosa advocada nostra,

els teus ulls misericordiosos;

i després del nostre exili,

ensenya'ns el fruit beneït del teu ventre, Jesús.

Oh clement, Oh pietosa, Oh dolça Verge Maria.